# Óscar Carmelo Sánchez
Óscar Carmelo Sánchez (Cochabamba, 16 juli 1971 – La Paz, 23 november 2007) was een Boliviaans voetballer. Hij overleed op 36-jarige leeftijd aan de gevolgen van kanker.

## Clubcarrière
Sánchez kwam in zijn loopbaan als verdediger uit voor Gimnasia y Esgrima de Jujuy, The Strongest en Club Bolívar.

## Interlandcarrière
Sánchez speelde in totaal 78 interlands voor Bolivia waarin hij 6 doelpunten maakte. Hij speelde voor Bolivia op het wereldkampioenschap voetbal 1994. Hij maakte zijn debuut op 20 april 1994 in een vriendschappelijke wedstrijd in Boekarest tegen Roemenië, dat met 3-0 verloren werd. Hij maakte deel uit van de selectie die in 1997 als tweede eindigde bij de strijd om de Copa América in eigen land.
Sánchez speelde zijn laatste interland op 15 november 2006 tegen El Salvador.
| Interlands van Óscar Sánchez voor Bolivia  | Interlands van Óscar Sánchez voor Bolivia | Interlands van Óscar Sánchez voor Bolivia | Interlands van Óscar Sánchez voor Bolivia | Interlands van Óscar Sánchez voor Bolivia | Interlands van Óscar Sánchez voor Bolivia |
| №                                          | Datum                                     | Wedstrijd                                 | Uitslag                                   | Competitie                                | Goals                                     |
| Als speler van The Strongest               | Als speler van The Strongest              | Als speler van The Strongest              | Als speler van The Strongest              | Als speler van The Strongest              | Als speler van The Strongest              |
| ------------------------------------------ | ----------------------------------------- | ----------------------------------------- | ----------------------------------------- | ----------------------------------------- | ----------------------------------------- |
| 1                                          | 20 april 1994                             | Roemenië – Bolivia                        | 3 – 0                                     | Oefeninterland                            |                                           |
| 2                                          | 4 mei 1994                                | Bolivia – Saoedi-Arabië                   | 1 – 0                                     | Oefeninterland                            |                                           |
| 3                                          | 11 mei 1994                               | Kameroen – Bolivia                        | 1 – 1                                     | Oefeninterland                            |                                           |
| 4                                          | 11 juni 1994                              | Bolivia – Zwitserland                     | 0 – 0                                     | Oefeninterland                            |                                           |
| 5                                          | 9 juni 1995                               | Paraguay – Bolivia                        | 0 – 0                                     | Oefeninterland                            |                                           |
| 6                                          | 18 juni 1995                              | Venezuela – Bolivia                       | 1 – 3                                     | Oefeninterland                            |                                           |
| 7                                          | 11 juli 1995                              | Verenigde Staten – Bolivia                | 0 – 1                                     | Copa América                              |                                           |
| 8                                          | 14 juli 1995                              | Chili – Bolivia                           | 2 – 2                                     | Copa América                              |                                           |
| 9                                          | 16 juli 1995                              | Uruguay – Bolivia                         | 2 – 1                                     | Copa América                              | Goal                                      |
| 10                                         | 25 oktober 1995                           | Bolivia – Ecuador                         | 2 – 2                                     | Oefeninterland                            |                                           |
| 11                                         | 30 januari 1996                           | Bolivia – Slowakije                       | 2 – 0                                     | Oefeninterland                            |                                           |
| 12                                         | 4 februari 1996                           | Bolivia – Chili                           | 1 – 1                                     | Oefeninterland                            |                                           |
| 13                                         | 11 februari 1996                          | Peru – Bolivia                            | 1 – 3                                     | Oefeninterland                            |                                           |
| 14                                         | 13 februari 1996                          | Bolivia – Paraguay                        | 4 – 1                                     | Oefeninterland                            | Goal                                      |
| 15                                         | 7 maart 1996                              | Bolivia – Peru                            | 2 – 0                                     | Oefeninterland                            |                                           |
| 16                                         | 28 maart 1996                             | Colombia – Bolivia                        | 4 – 1                                     | Oefeninterland                            |                                           |
| 17                                         | 24 april 1996                             | Argentinië – Bolivia                      | 3 – 1                                     | WK-kwalificatie                           |                                           |
| 18                                         | 5 mei 1996                                | El Salvador – Bolivia                     | 1 – 1                                     | Oefeninterland                            |                                           |
| 19                                         | 26 mei 1996                               | Chili – Bolivia                           | 2 – 0                                     | Oefeninterland                            |                                           |
| 20                                         | 8 juni 1996                               | Mexico – Bolivia                          | 1 – 0                                     | US Cup                                    |                                           |
| 21                                         | 12 juni 1996                              | Verenigde Staten – Bolivia                | 0 – 2                                     | US Cup                                    |                                           |
| 22                                         | 15 juni 1996                              | Ierland – Bolivia                         | 3 – 0                                     | US Cup                                    |                                           |
| 23                                         | 7 juli 1996                               | Bolivia – Venezuela                       | 6 – 1                                     | WK-kwalificatie                           |                                           |
| 24                                         | 26 juli 1996                              | Paraguay – Bolivia                        | 2 – 0                                     | Oefeninterland                            |                                           |
| 25                                         | 1 september 1996                          | Bolivia – Peru                            | 0 – 0                                     | WK-kwalificatie                           |                                           |
| 26                                         | 8 oktober 1996                            | Uruguay – Bolivia                         | 1 – 0                                     | WK-kwalificatie                           |                                           |
| 27                                         | 10 november 1996                          | Bolivia – Colombia                        | 2 – 2                                     | WK-kwalificatie                           |                                           |
| Als speler van Gimnasia y Esgrima de Jujuy |                                           |                                           |                                           |                                           |                                           |
| 28                                         | 12 januari 1997                           | Bolivia – Ecuador                         | 2 – 0                                     | WK-kwalificatie                           |                                           |
| 29                                         | 2 februari 1997                           | Bolivia – Slowakije                       | 0 – 1                                     | Oefeninterland                            |                                           |
| 30                                         | 12 februari 1997                          | Bolivia – Chili                           | 1 – 1                                     | WK-kwalificatie                           |                                           |
| 31                                         | 23 maart 1997                             | Bolivia – Jamaica                         | 6 – 0                                     | Oefeninterland                            | Goal · Goal                               |
| 32                                         | 2 april 1997                              | Bolivia – Argentinië                      | 2 – 1                                     | WK-kwalificatie                           |                                           |
| 33                                         | 8 juni 1997                               | Venezuela – Bolivia                       | 1 – 1                                     | WK-kwalificatie                           |                                           |
| 34                                         | 15 juni 1997                              | Bolivia – Peru                            | 2 – 0                                     | Copa América                              |                                           |
| 35                                         | 18 juni 1997                              | Bolivia – Uruguay                         | 1 – 0                                     | Copa América                              |                                           |
| 36                                         | 21 juni 1997                              | Bolivia – Colombia                        | 2 – 1                                     | Copa América                              |                                           |
| 37                                         | 25 juni 1997                              | Bolivia – Mexico                          | 3 – 1                                     | Copa América                              |                                           |
| 38                                         | 29 juni 1997                              | Bolivia – Brazilië                        | 1 – 3                                     | Copa América                              |                                           |
| 39                                         | 6 juli 1997                               | Peru – Bolivia                            | 2 – 1                                     | WK-kwalificatie                           |                                           |
| 40                                         | 20 augustus 1997                          | Colombia – Bolivia                        | 3 – 0                                     | WK-kwalificatie                           |                                           |
| 41                                         | 10 september 1997                         | Paraguay – Bolivia                        | 2 – 1                                     | WK-kwalificatie                           |                                           |
| 42                                         | 16 november 1997                          | Chili – Bolivia                           | 3 – 0                                     | WK-kwalificatie                           |                                           |
| Als speler van Independiente               |                                           |                                           |                                           |                                           |                                           |
| 43                                         | 3 maart 1999                              | Bolivia – Jamaica                         | 0 – 0                                     | Copa Paz                                  |                                           |
| 44                                         | 5 maart 1999                              | Guatemala – Bolivia                       | 0 – 3                                     | Copa Paz                                  |                                           |
| 45                                         | 7 maart 1999                              | Paraguay – Bolivia                        | 3 – 0                                     | Copa Paz                                  |                                           |
| 46                                         | 11 maart 1999                             | Mexico – Bolivia                          | 2 – 1                                     | US Cup                                    |                                           |
| 47                                         | 5 juli 1999                               | Bolivia – Japan                           | 1 – 1                                     | Copa América                              |                                           |
| 48                                         | 27 juli 1999                              | Saoedi-Arabië – Bolivia                   | 0 – 0                                     | FIFA Confederations Cup                   |                                           |
| 49                                         | 29 juli 1999                              | Bolivia – Mexico                          | 0 – 1                                     | FIFA Confederations Cup                   |                                           |
| 50                                         | 3 november 1999                           | Paraguay – Bolivia                        | 0 – 0                                     | Oefeninterland                            |                                           |
| Als speler van The Strongest               |                                           |                                           |                                           |                                           |                                           |
| 51                                         | 16 maart 2000                             | Venezuela – Bolivia                       | 0 – 0                                     | Oefeninterland                            |                                           |
| 52                                         | 29 maart 2000                             | Uruguay – Bolivia                         | 1 – 0                                     | WK-kwalificatie                           |                                           |
| 53                                         | 3 september 2000                          | Brazilië – Bolivia                        | 5 – 0                                     | WK-kwalificatie                           |                                           |
| 54                                         | 27 september 2000                         | Mexico – Bolivia                          | 1 – 0                                     | Oefeninterland                            |                                           |
| 55                                         | 8 oktober 2000                            | Bolivia – Peru                            | 1 – 0                                     | WK-kwalificatie                           |                                           |
| 56                                         | 15 november 2000                          | Bolivia – Uruguay                         | 0 – 0                                     | WK-kwalificatie                           |                                           |
| 57                                         | 15 augustus 2001                          | Chili – Bolivia                           | 2 – 2                                     | WK-kwalificatie                           |                                           |
| 58                                         | 7 november 2001                           | Bolivia – Brazilië                        | 3 – 1                                     | WK-kwalificatie                           |                                           |
| 59                                         | 14 november 2001                          | Peru – Bolivia                            | 1 – 1                                     | WK-kwalificatie                           |                                           |
| Als speler van Club Bolívar                |                                           |                                           |                                           |                                           |                                           |
| 60                                         | 31 januari 2002                           | Brazilië – Bolivia                        | 6 – 0                                     | Oefeninterland                            |                                           |
| 61                                         | 13 februari 2002                          | Paraguay – Bolivia                        | 2 – 2                                     | Oefeninterland                            |                                           |
| 62                                         | 16 mei 2002                               | Mexico – Bolivia                          | 1 – 0                                     | Oefeninterland                            |                                           |
| 63                                         | 21 augustus 2002                          | Venezuela – Bolivia                       | 2 – 0                                     | Oefeninterland                            |                                           |
| 64                                         | 31 augustus 2003                          | Bolivia – Panama                          | 3 – 0                                     | Oefeninterland                            |                                           |
| 65                                         | 7 september 2003                          | Uruguay – Bolivia                         | 5 – 0                                     | WK-kwalificatie                           |                                           |
| 66                                         | 10 september 2003                         | Bolivia – Colombia                        | 4 – 0                                     | WK-kwalificatie                           |                                           |
| 67                                         | 11 oktober 2003                           | Bolivia – Honduras                        | 1 – 0                                     | Oefeninterland                            |                                           |
| 68                                         | 15 november 2003                          | Argentinië – Bolivia                      | 3 – 0                                     | WK-kwalificatie                           |                                           |
| 69                                         | 18 november 2003                          | Venezuela – Bolivia                       | 2 – 1                                     | WK-kwalificatie                           |                                           |
| 70                                         | 30 maart 2004                             | Bolivia – Chili                           | 0 – 2                                     | WK-kwalificatie                           |                                           |
| 71                                         | 1 juni 2004                               | Bolivia – Paraguay                        | 2 – 1                                     | WK-kwalificatie                           |                                           |
| 72                                         | 5 juni 2004                               | Ecuador – Bolivia                         | 3 – 2                                     | WK-kwalificatie                           |                                           |
| 73                                         | 5 september 2004                          | Brazilië – Bolivia                        | 3 – 1                                     | WK-kwalificatie                           |                                           |
| 74                                         | 9 oktober 2004                            | Bolivia – Peru                            | 1 – 0                                     | WK-kwalificatie                           |                                           |
| 75                                         | 12 oktober 2004                           | Bolivia – Uruguay                         | 0 – 0                                     | WK-kwalificatie                           |                                           |
| 76                                         | 26 maart 2005                             | Bolivia – Argentinië                      | 1 – 2                                     | WK-kwalificatie                           |                                           |
| 77                                         | 29 maart 2005                             | Bolivia – Venezuela                       | 3 – 1                                     | WK-kwalificatie                           |                                           |
| 78                                         | 15 november 2006                          | Bolivia – El Salvador                     | 5 – 1                                     | Oefeninterland                            | Goal                                      |

## Erelijst
Club Bolívar
- Liga de Fútbol

2002, 2004-A, 2005-AD, 2006-A